# Saint-Cyran-du-Jambot
Saint-Cyran-du-Jambot là một xã ở tỉnh Indre ở miền trung nước Pháp. Xã này có diện tích 14,21 km², dân số năm 1999 là 182 người. Khu vực này có độ cao trung bình 132 mét trên mực nước biển.